# Eurhynchium pringlei
Eurhynchium pringlei là một loài rêu trong họ Brachytheciaceae. Loài này được Cardot H.A. Crum & L.E. Anderson mô tả khoa học đầu tiên năm 1981.